# Epicephala bathrobaphes
Epicephala bathrobaphes är en fjärilsart som beskrevs av Turner 1947. Epicephala bathrobaphes ingår i släktet Epicephala och familjen styltmalar. Inga underarter finns listade i Catalogue of Life.